# Ronny Benítez
Ronny Benitez (Guayaquil, Ecuador, 21 de agosto de 1992) es un futbolista ecuatoriano, que juega como delantero en el Delfines Fútbol Club de la Liga de Ascenso MX.

## Trayectoria
Ronny fue parte de las divisiones formativas de Club Deportivo El Nacional. A los 17 años fue al Santos Laguna en México, donde jugó durante 12 meses. También aformado parte de las selecciones nacionales de Ecuador sub-15,17, 20 de su país. En 2012 después de ser observado por un buscador de talento, es llevado al Atlante.
En 2013 pasa a ser jugador de Delfines Fútbol Club, en 2014 pasa hacer parte del Westerlo de Bélgica, en 2015 llega a Xolos de tijuana, en 2016 estuvo a préstamo en Liga de Quito (Ecuador).
- Es Hermano del fallecido exfutbolista Cristian Benítez[2]

## Clubes
| Club        | País    | Año       |
| ----------- | ------- | --------- |
| El Nacional | Ecuador | 2010      |
| Atlante*    | México  | 2012      |
| Delfines    | México  | 2013      |
| Xolos       | México  | 2015-2018 |

(*) Sub-20